# Tarot de Besançon

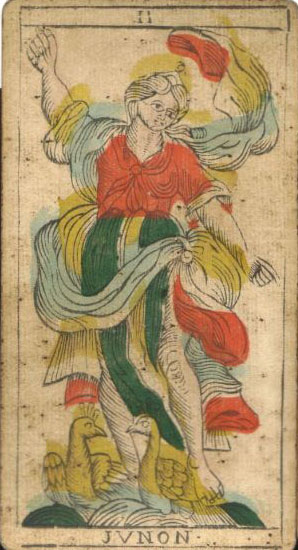
Junon. Renault (c. 1820).

Le tarot de Besançon est un type de jeu de tarot dérivé du tarot de Marseille, mais avec ses propres caractéristiques, tels que Junon et Jupiter sur les atouts II et V, au lieu de la Papesse et du Pape.

## Histoire

### Origine
On a cru que ces cartes étaient principalement fabriquées en Suisse au XVIIIe siècle,. Mais en fait on ne trouve que deux exemples suisses de ce tarot, alors qu’il est commun en Alsace où il est le seul modèle fabriqué au XVIIIe siècle. Il est hautement probable que c’est à Strasbourg que l’on a procédé, peut-être vers 1715, à l’élimination de la Papesse et du Pape (atouts II et V) et à leur substitution par des figures moins « blasphématoires » (le Pape heurtaient les protestants, la Papesse était offensante pour les catholiques). Ce tarot « œcuménique » a aussi été fabriqué en Allemagne au XVIIIe siècle.

### Tarot de Jerger  (<1800)
Abandonné après 1800, le modèle « Tarot de Besançon » a migré à… Besançon, où Jacob Jerger, né à Kehl (Allemagne) mais formé en Alsace, l’a introduit peu après au point d’en faire une spécialité locale sous le nom de « tarot de Jerger ». Vu de Paris, il est devenu « Tarot de Besançon ». À cette époque Jerger est établi au 74 Grande Rue.

### Tarot nouveau de Besançon (2013-)
En février 2013, André Humbert, collectionneur établit à Besançon, créé le Tarot nouveau de Besançon. Les 16 atouts représentent des personnalités liées à Besançon, telle que Victor Hugo ou Marie Phisalix.

## Description

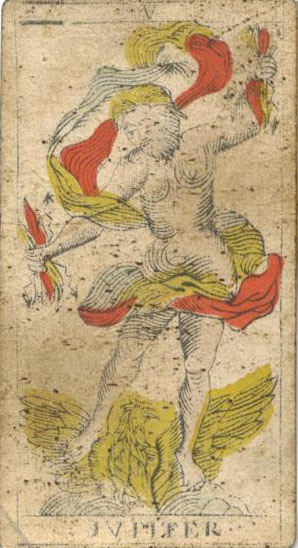
Jupiter. Renault (c. 1820).

L'une des spécificités de ce jeu est que deux des atouts, la Papesse (II) et le Pape (V), y sont habituellement remplacés respectivement par Junon et Jupiter,,,. On suppose que ce changement de nom eut cours pour éviter de bouleverser les sensibilités religieuses dans une zone de distribution marquée par des contrastes confessionnels.
Les autres caractéristiques du tarot de Besançon par rapport au Tarot de Marseille sont :
- Cupidon vise les yeux des amoureux ;
- le visage de la Lune apparaît de face et non de profil ;
- le Monde est une figure androgyne, il n'est pas représenté en train de danser, mais en contrapposto[1] ;
- le Diable est insectiforme et velu.

Créateurs connus :
- Jean-Baptiste Benoist ;
- J. Blanche, Besançon ;
- J. H. Blanck et Tschann, Colmar ;
- Louis Carey, Strasbourg ;
- Andreas Benedict Göbl[1] ;
- François (Franz) Héri, Soleure ;
- Jean Jerger, Besançon[1],[2] ;
- A. Kirchner, Besançon ;
- Joseph Krebs, Freiburg/Br. ;
- Louis de Laboisse, Strasbourg (mais avec le Printemps et l'Hiver, au lieu de Junon et Jupiter) ;
- Pierre Lachapelle, Strasbourg ;
- Nicolas François Laudier, Strasbourg ;
- Jean Pierre Laurent, Belfort[1] ;
- Arnoult Lequart[1],[5],[6] ;
- Guillaume Mann, Colmar ;
- Johann Pelagius Mayer, Constance ;
- Renault, Besançon ;
- Bernhard Schaer, Mümliswil ;
- Wolfgang Weber, Ulm[1].

Les images ci-dessous, montrant les 22 atouts, proviennent d'un jeu gravé sur bois et colorié aux pochoirs, produit par Renault à Besançon vers 1845-58. Il est basé sur le jeu créé, vers 1810, par Jean Jerger, également de Besançon.

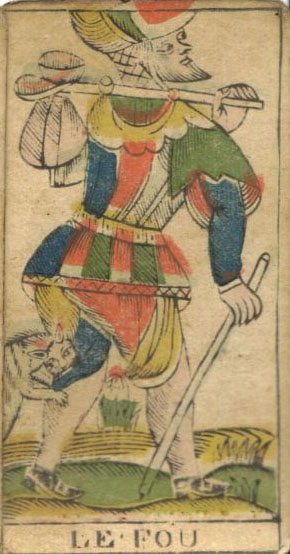
Le fou
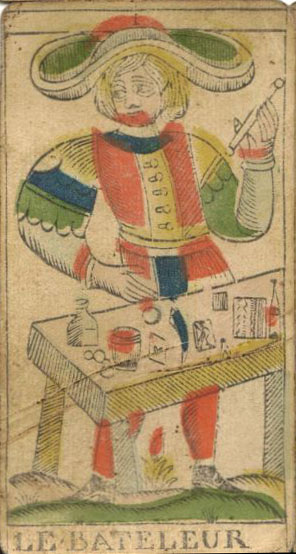
Le bateleur
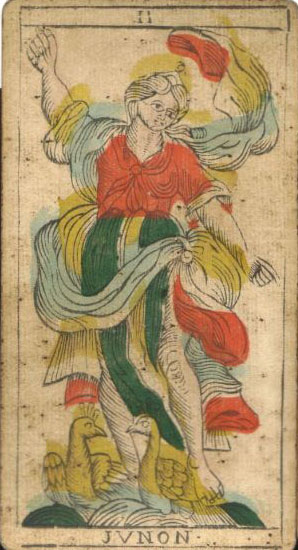
Junon
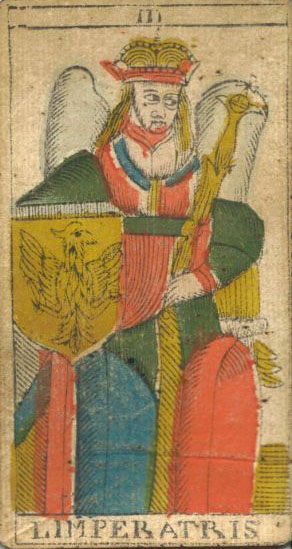
L'impératrice
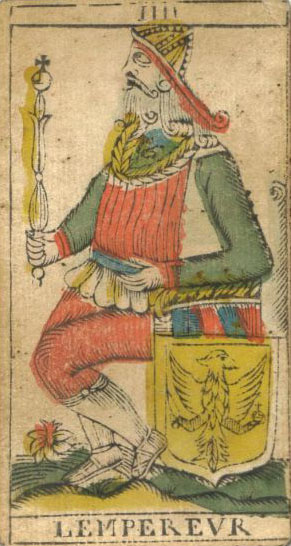
L'empereur
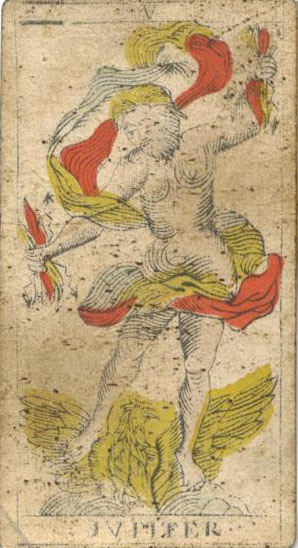
Jupiter
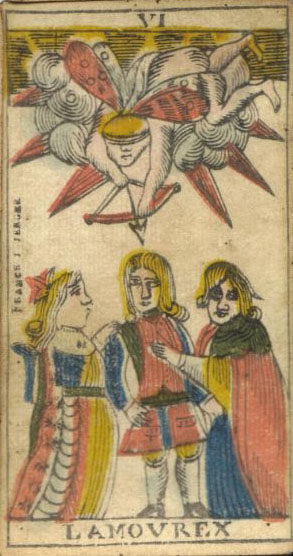
L’amoureux
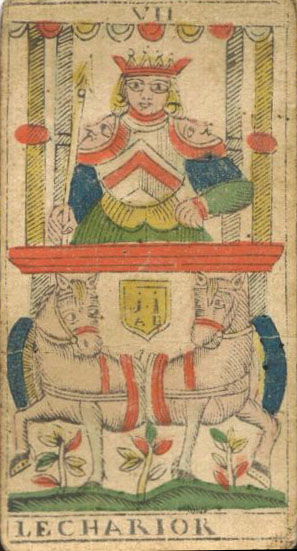
Le charriot
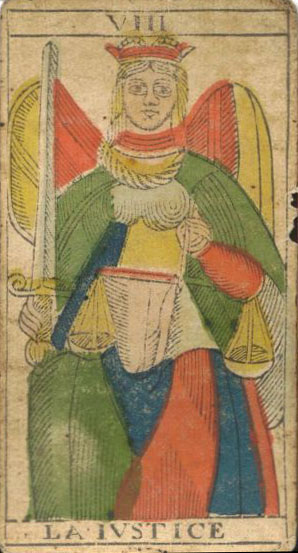
La justice
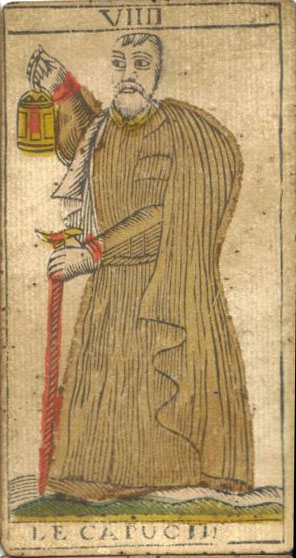
Le capucin
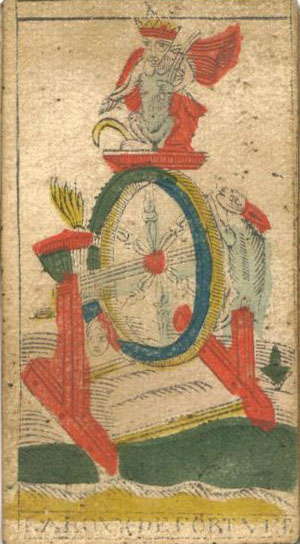
La roue de Fortune
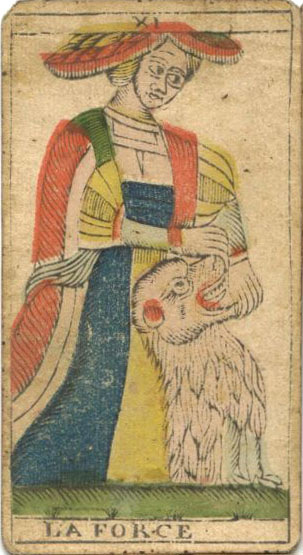
La force
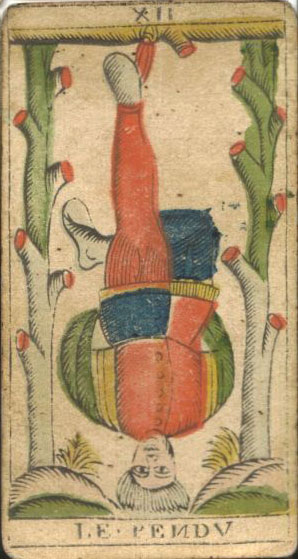
Le pendu
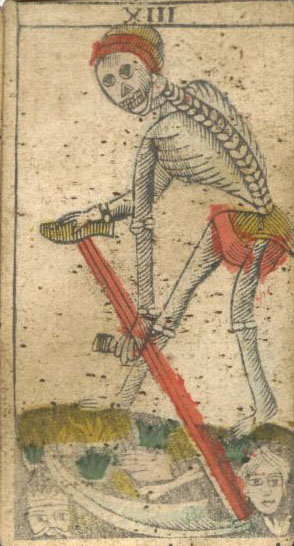
La mort
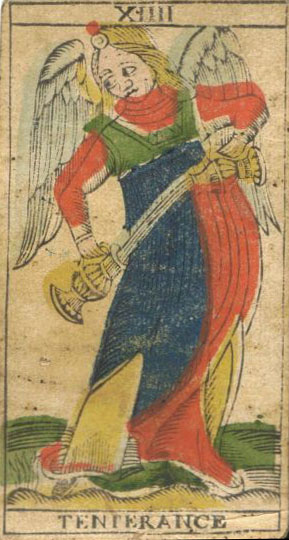
La tempérance
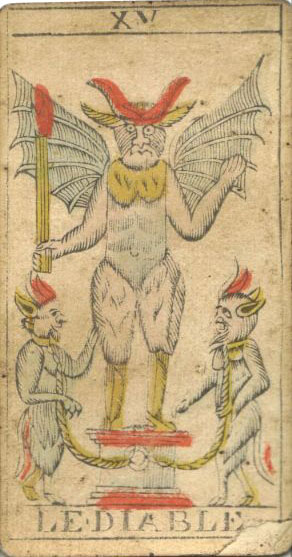
Le diable
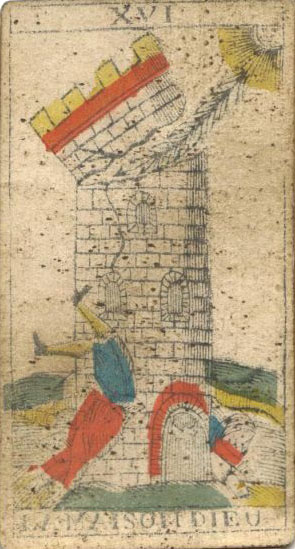
La maison Dieu
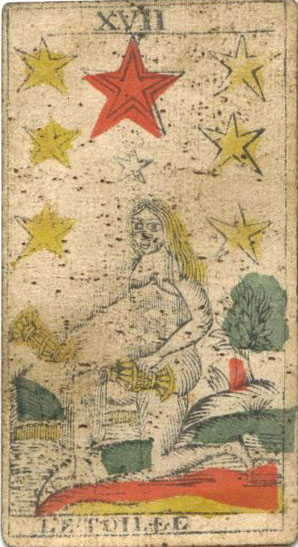
L'étoile
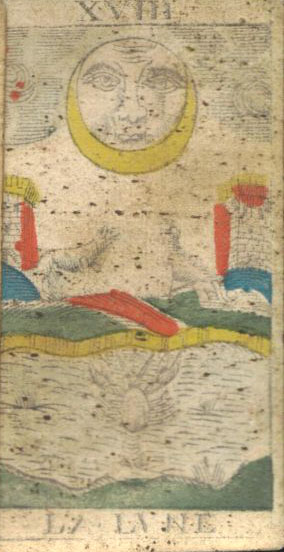
La lune
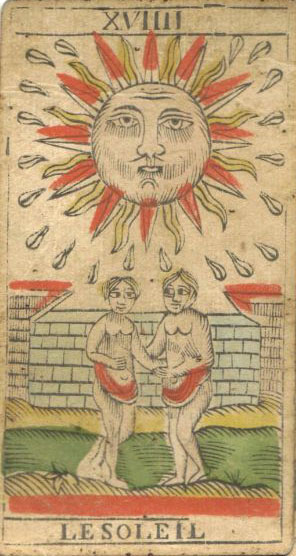
Le soleil
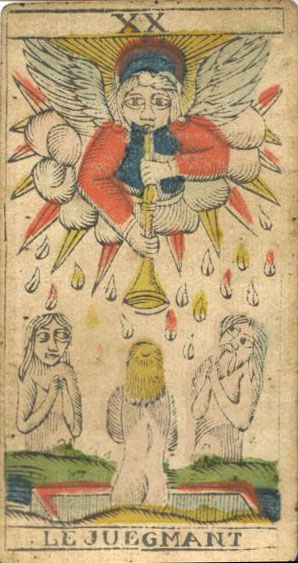
La jugement
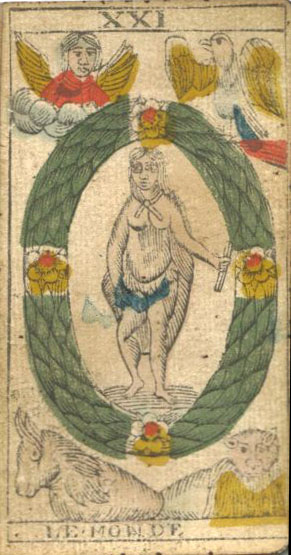
Le monde